# Produkt tradycyjny
Produkt tradycyjny – produkt spożywczy chroniony prawem polskim lub prawem Unii Europejskiej, wytwarzany z tradycyjnych surowców, posiadający tradycyjny skład, recepturę, lub sposób produkcji. Ważny jest także okres wytwarzania (minimum 25 lat, ale czasem wymaga się nawet 50). Produkt powinien też mieć cechę charakterystyczną, która wyróżni go pośród innych, lub być związany z dziedzictwem kulturowym regionu.  
W Polsce produkty tradycyjne znajdują się na Liście produktów tradycyjnych tworzonej przez Ministerstwo Rolnictwa i Rozwoju Wsi. 
Unia Europejska obejmuje takie produkty ochroną jako produkt o Chronionej Nazwie Pochodzenia, Chronionym Oznaczeniu Geograficznym lub jako Gwarantowana Tradycyjna Specjalność. W 2020 taką ochroną były objęte 44 polskie produkty.